# 量天尺族
量天尺族是仙人掌科下的一个族。大多数物种在南美洲中部和北部的热带森林中发现，并且是攀援植物或附生植物，这与大多数其它仙人掌不同。量天尺族在不同的分类范围内包括六到八个属。昙花因其花朵而广泛种植，是本族内的杂交种，特别是红尾令箭属、假丝苇属和蛇鞭柱属，尽管有共同的名称，但较少见于昙花。

## 分类

### 下级属
在科罗特科娃等人2017年的分类中，量天尺族被划分为8个属
- 刺萼柱属  (Engelm. ex A.Berger) Britton & Rose（13个物种）
- 鼠尾掌属  Lem.（2个物种）
- 红尾令箭属  Lindl.（15个物种）
- 昙花属  Haw.（10个物种）
- 梅枝令箭属  S.Arias & N.Korotkova（1个物种）
- 假丝苇属  Britton & Rose（5个物种）
- 蛇鞭柱属  (A.Berger) Britton & Rose（31个物种）
- 月林令箭属  Britton & Rose（6个物种）

截至2021年3月，其中一些属的接受程度各不相同。例如，世界植物在线接受鼠尾掌属，并接受量天尺属并入蛇鞭柱属，但不接受梅枝令箭属。

## 分布
蛇鞭柱属是本族中最大的属，原生于德克萨斯州，经过中美洲和加勒比海到南美洲直至阿根廷东北部。其他属在该区域内分布更为有限；例如，鼠尾掌属的两个物种仅原生于墨西哥。